# 施瓦茨瓦瑟河 (普雷斯尼茨河支流)
50°31′48″N 13°07′48″E / 50.5301°N 13.1299°E

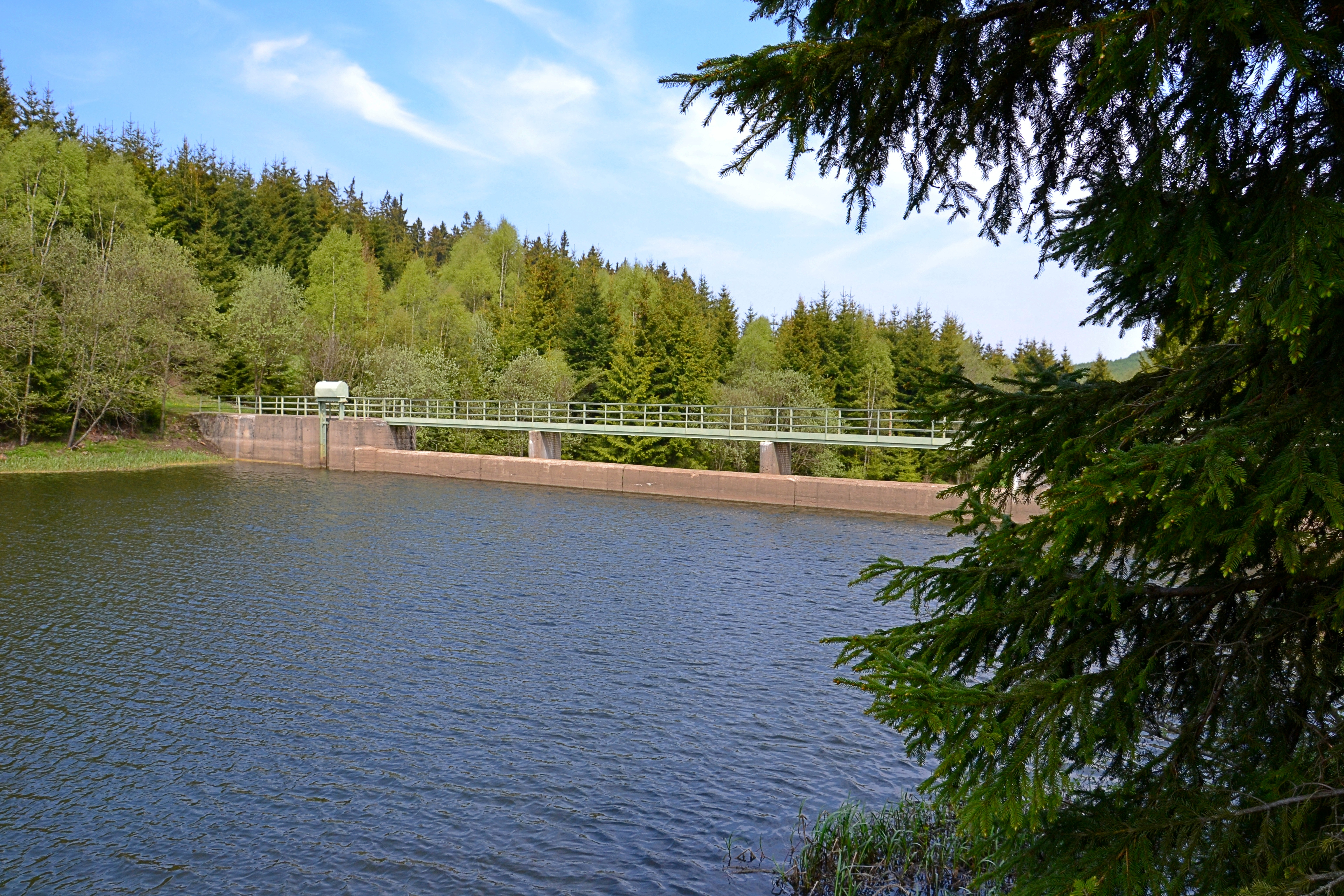

施瓦茨瓦瑟河是歐洲的河流，流經德國薩克森州和捷克波希米亞，屬於普雷斯尼茨河的左支流，該河流發源自厄爾士山脈。